# الحرق (ملحان)

تعديل مصدري - تعديل

الحرق هي إحدى قرى عزلة بني علي بمديرية ملحان التابعة لمحافظة المحويت، بلغ تعداد سكانها 178 نسمة حسب تعداد اليمن لعام 2004.